# Kapverdepetrell

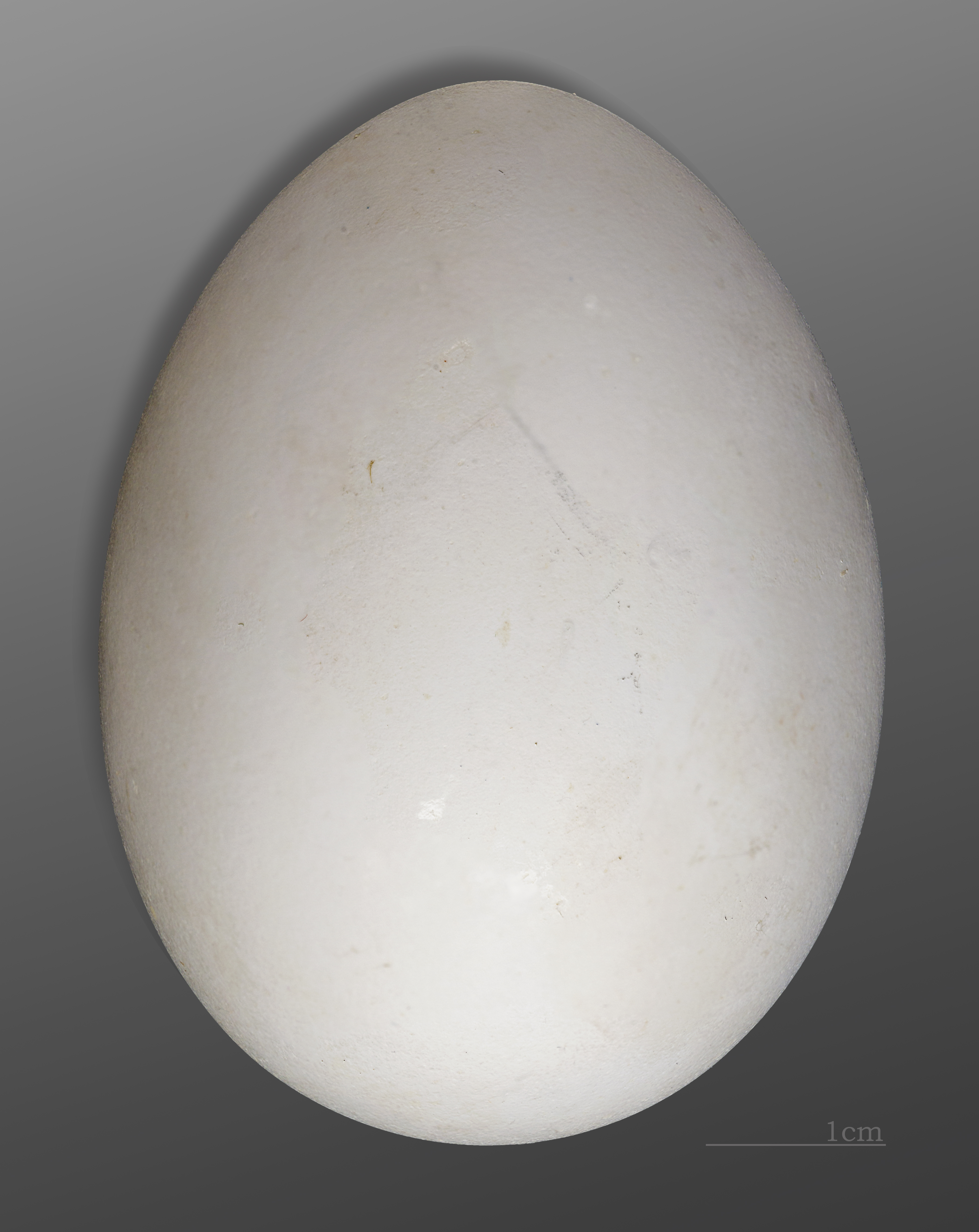
Ägget

Kapverdepetrell (Pterodroma feae) är en havsfågel i familjen liror som enbart häckar i Kap Verdeöarna. Tidigare behandlades den och desertaspetrellen som en och samma art, då under namnet atlantpetrell. IUCN kategoriserar arten som nära hotad.

## Utseende och läten
Kapverdepetrellen är en medelstor gråvit petrell med en kroppslängd på 35 centimeter. Ovansidan är grå med mörkare hätta och ett mörkt "M" över vingarna. Undersinda är vit med ett otydligt blekgrått halvt halsband överst på bröstet. Vingens undersida är huvudsakligen mörkt brungrå. Mycket lika madeirapetrellen har mindre näbb och kortare vingar, medan den mycket närbesläktade desertaspetrellen skiljer sig något åt i sina läten. Kapverdepetrellen hörs endast på häckplats, då med olika ylande, kacklande och hickande läten.

## Utbredning och systematik
Kapverdepetrellen häckar i Kap Verdeöarna, på de fyra öarna Fogo, Santo Antão, São Nicolau och Santiago. Utanför häckningssäsongen lever den pelagiskt i östra Atlanten. Den är nära släkt med madeirapetrellen (Pterodroma madeira). Tidigare behandlades den och desertaspetrellen (P. deserta) som en och samma art, under namnet "atlantpetrell".
Petreller liknande kapverdepetrellen har setts vid upprepade tillfällen i Västeuropa, men med tanke på att desertaspetrell och kapverdepetrell är mycket svåra att skilja åt har ingen av dessa fåglar med säkerhet artbestämts till den ena eller andra arten. Likaså finns ett antal observationer där inte heller maderiapetrell gått att utesluta, däribland fyra fynd i Sverige från Västkusten.

## Ekologi
Kapverdepetrellen häckar på mellan 80 och 300 meters höjd över havet. Oftast placeras boet i en jordhåla som den gräver i lös jord, men man har även funnit bon placerade i bergsskrevor på platser där lös jord inte finns tillgänglig. Den lägger bara ett ägg per häckningssäsong och uppträder på häckningsplatserna från början av juni och juvenilerna blir flygga under december. Utanför häckningssäsongen lever den pelagiskt.

## Status och hot
Endast 500–1 000 par antas häcka på Kap Verdeöarna, även om den siffran tros vara i underkant. Främsta hotet har varit habitatförstöring på grund av introducerade arter som mus, kanin och get. På grund av detta kategoriseras den som nära hotad (NT) av IUCN.

## Namn
Fågelns vetenskapliga artnamn hedrar Leonardo Fea (1852-1903), italiensk upptäcktsresande och naturforskare.